# Juno Award/Recording Package of the Year
Die Juno Award  für das Recording Package of the Year (in etwa „Musikverpackung des Jahres“) wird seit 1975 verliehen. Er wird für das beste Album-Artwork einer Musikproduktion vergeben. Der Award erhielt den Untertitel „Presented in honour of Andrew MacNaughtan“ (Zum Gedenken Andrew MacNaughtan gewidmet) nachdem der Fotograf und Musikvideo-Regisseur MacNaughtan Anfang 2012 verstarb.
Der Award hatte im Laufe der Verleihgeschichte verschiedene Namen und firmierte als Best Album Graphics von 1975 bis 1989, als Best Album Design von 1990 bis 2002, Album Design of the Year (2003 und 2004) sowie CD/DVD Artwork Design of the Year von 2005 bis 2009. Seinen heutigen Namen erhielt er 2010.

## Sieger

### Best Album Graphics (1975–1989)
- 1975 – Bart Schoales, Night Vision (Bruce Cockburn)
- 1976 – Bart Schoales, Joy Will Find a Way (Bruce Cockburn)
- 1977 – Michael Bowness, Ian Tamblyn (Ian Tamblyn)
- 1978 – Dave Anderson, Short Turn (Short Turn)
- 1979 – Alan Gee/Greg Lawson, Madcats (Madcats)
- 1980 – Rodney Bowes, Cigarettes (Battered Wives)
- 1981 – Jeanette Hanna, We Deliver (Downchild Blues Band)
- 1982 – Hugh Syme/Deborah Samuel, Moving Pictures (Rush)
- 1983 – Dean Motter, Metal on Metal (Anvil)
- 1984 – Dean Motter/Jeff Jackson/Deborah Samuel, Seamless (The Nylons)
- 1985 – Rob MacIntyre/Dimo Safari, Strange Animal (Gowan)
- 1986 – Hugh Syme/Dimo Safari, Power Windows (Rush)
- 1987 – Jamie Bennett/Shari Spier, Small Victories (Parachute Club)
- 1989 – Hugh Syme, Levity (Ian Thomas)

### Best Album Design (1990–2002)
- 1990 – Hugh Syme, Presto (Rush)
- 1991 – Robert Lebeuf, Sue Medley (Sue Medley)
- 1992 – Hugh Syme, Roll the Bones (Rush)
- 1993 – Rebecca Baird/Kenny Baird, Lost Together (Blue Rodeo)
- 1994 – Marty Dolan, Faithlift (Spirit of the West)
- 1995 – Andrew MacNaughtan/Our Lady Peace, Naveed (Our Lady Peace)
- 1996 – Tom Wilson/Alex Wittholz, Birthday Boy (Junkhouse)
- 1997 – John Rummen/Crystal Heald, Decadence – Ten Years of Various Nettwerk (Various Artists)
- 1998 – John Rummen/Crystal Heald/Stephen Chung/Andrew MacNaughtan/Justin Zivojinovich, Songs of a Circling Spirit (Tom Cochrane)
- 1999 – Andrew McLachlan/Rob Baker/Brock Ostrom/Bernard Clark/David Ajax, Phantom Power (The Tragically Hip)
- 2000 – Michael Wrycraft (Creative Director), Radio Fusebox (Andy Stochansky)
- 2001 – Stuart Chatwood (Creative Director), Antoine Moonen (Graphic Artist), James St. Laurent/Margaret Malandruccolo/Nick Sarros (Photographers), Tangents: The Tea Party Collection (The Tea Party)
- 2002 – Sebastien Toupin (Art Director), Sebastien Toupin, Benoit St-Jean, Michel Valois (Designers), Martin Tremblay (Photographer), Disparu (La Chicane)

### Album Design of the Year (2003–2004)
- 2003 – Steve Goode (Director/Designer), Margaret Malandruccolo/Nelson Garcia (Illustrator/Photographer), exit (k-os)
- 2004 – Garnet Armstrong/Susan Michalek (Director/Designer); Andrew MacNaughtan (Photographer), Love Is the Only Soldier (Jann Arden)

### CD/DVD Artwork Design of the Year (2005–2009)
- 2005 – Vincent Marcone (Director/Designer/Illustrator), It Dreams (Jakalope)
- 2006 – Garnet Armstrong, Rob Baker, Susan Michalek, Will Ruocco, Hipeponymous (The Tragically Hip)
- 2007 – Seripop (Directors/Designers/Illustrators), The Looks (MSTRKRFT)
- 2008 – Tracy Maurice and Francois Miron, Neon Bible (Arcade Fire)
- 2009 – Anouk Pennel and Stéphane Poirer, En concert dans la forêt des mal-aimés avec l’Orchestre Métropolitain du Grand Montréal (Pierre Lapointe)

### Recording Package of the Year  (seit 2010)
- 2010 – Martin Bernard (Art Director), Stéphane Cocke (Photographer), Thomas Csano (Designer/Illustrator): Beats on Canvas (Beats on Canvas)
- 2011 – Justin Peroff, Charles Spearin, Robyn Kotyk & Joe McKay (Art Directors/Designers), Jimmy Collins & Elisabeth Chicoine (Photographers): Forgiveness Rock Record (LP-Box) (Broken Social Scene)
- 2012 – Jeff Harrison (Designer), Kim Ridgewell (Illustrator): Rest of the Story (Chris Tarry)
- 2013 – Justin Broadbent (Art Director/Designer/Photographer): Synthetica (Metric)
- 2014 – Robyn Kotyk (Art Director/Designer/Illustrator), Petra Cuschieri, Justin Peroff (Designers): Arts & Crafts: 2003–2013 (Arts & Crafts Various Artists)
- 2015 – Roberta Hansen (Art Director/Designer/Illustrator), Mike Latschislaw (Photographer): Pilgrimage (Steve Bell)
- 2016 – Clyde Henry Productions (Chris Lavis and Maciek Szczerbowski) (Art Directors/Designers/Illustrators/Photographers), Constellation: Ian Ilavsky (Designer): Lost Voices (Esmerine)
- 2017 – Jonathan Shedletzky (Art Director), Isis Essery (Designer), Jeff Lemire (Illustrator): Secret Path (Gord Downie)
- 2018 – Marianne Collins, Ian Ilavsky and Steve Farmer – Stubborn Persistent Illusions (Do Make Say Think)
- 2019 – Mike Milosh (art director, designer, illustrator and photographer) – Blood (Rhye)[2]
- 2020 – Chad Moldenhauer (art director), Ian Clarke (designer), Warren Clark and Lance Inkwell (illustrators) – Selections from Cuphead (Kristofer Maddigan)